# إرنست ديل
إرنست ديل (بالألمانية: Ernst Diehl)‏ هو لاعب كرة قدم ومدرب كرة قدم ألماني، ولد في 28 مارس 1949 في Etschberg ‏ في ألمانيا. لعب مع نادي كايزرسلاوترن.

## وصلات خارجية
- إرنست ديل على موقع قاعدة بيانات كرة القدم.إي يو (الإنجليزية)
- إرنست ديل على موقع بيانات كرة القدم. دي إي (الألمانية)
- إرنست ديل على موقع عالم كرة القدم.نت (الإنجليزية)